# Monument aux morts de la Šumadija à Kragujevac
Le monument aux morts de la Šumadija à Kragujevac (en serbe cyrillique : Споменик палим Шумадинцима у Крагујевцу ; en serbe latin : Spomenik palim Šumadincima u Kragujevcu) se trouve à Kragujevac, dans le district de Šumadija, en Serbie. Il est inscrit sur la liste des monuments culturels protégés de la République de Serbie (identifiant no SK 1676).

## Présentation
Le monument a été construit en 1932, à proximité du marché central et du centre-ville. Il a été conçu selon un projet du sculpteur Antun Augustinčić et réalisé en collaboration avec Jozo Kljaković, professeur à l'Académie des beaux-arts de Zagreb.
Le monument a été érigé en mémoire des combattants de Šumadija morts dans les guerres de Serbie. Sur des plaques en cuivre placées au mur au-dessous des sculptures figurent des inscriptions avec les années 1815, 1911, 1912 et 1914. Le monument est constitué d'un escalier circulaire en pierres qui permet d'en faire le tour, de quatre parois en pierres enduites de mortier, chacune portant deux soldats en uniforme en posture de combat et, enfin, un pilier central sur lequel se dresse une statue de femme portant une couronne dans sa main droite comme un symbole de libération. Toutes les figures sont coulées dans le bronze et sont traitées de manière réaliste.

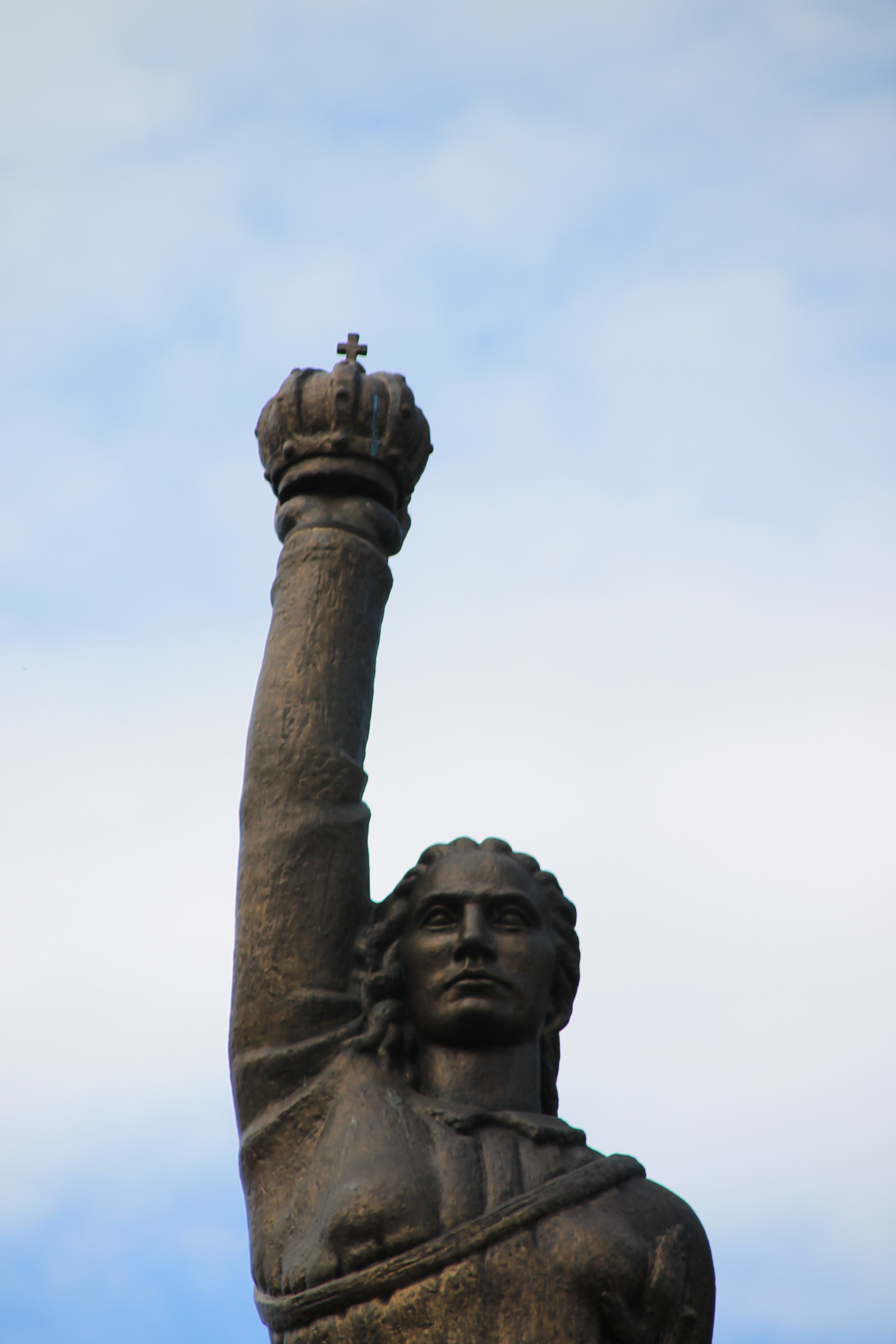
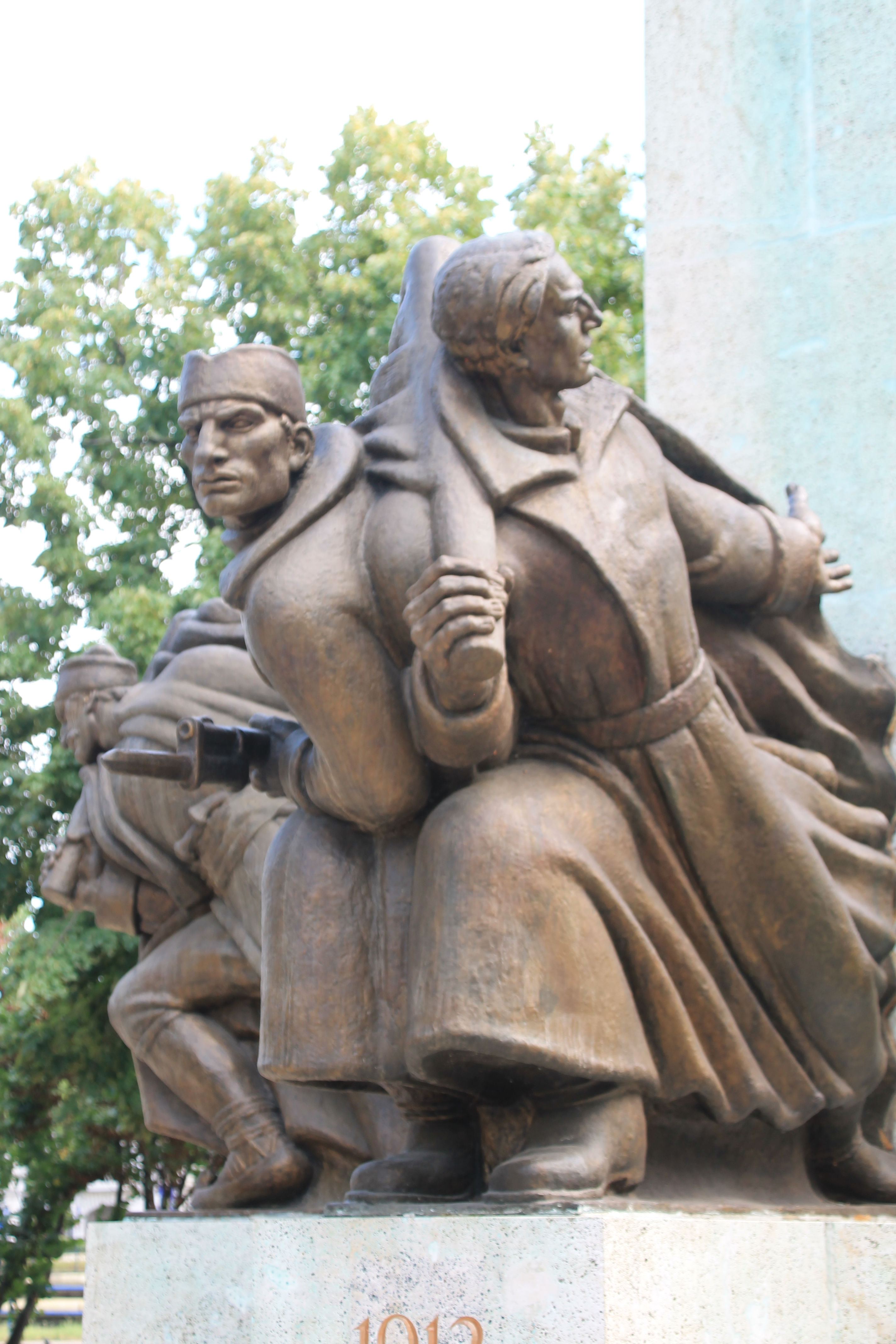
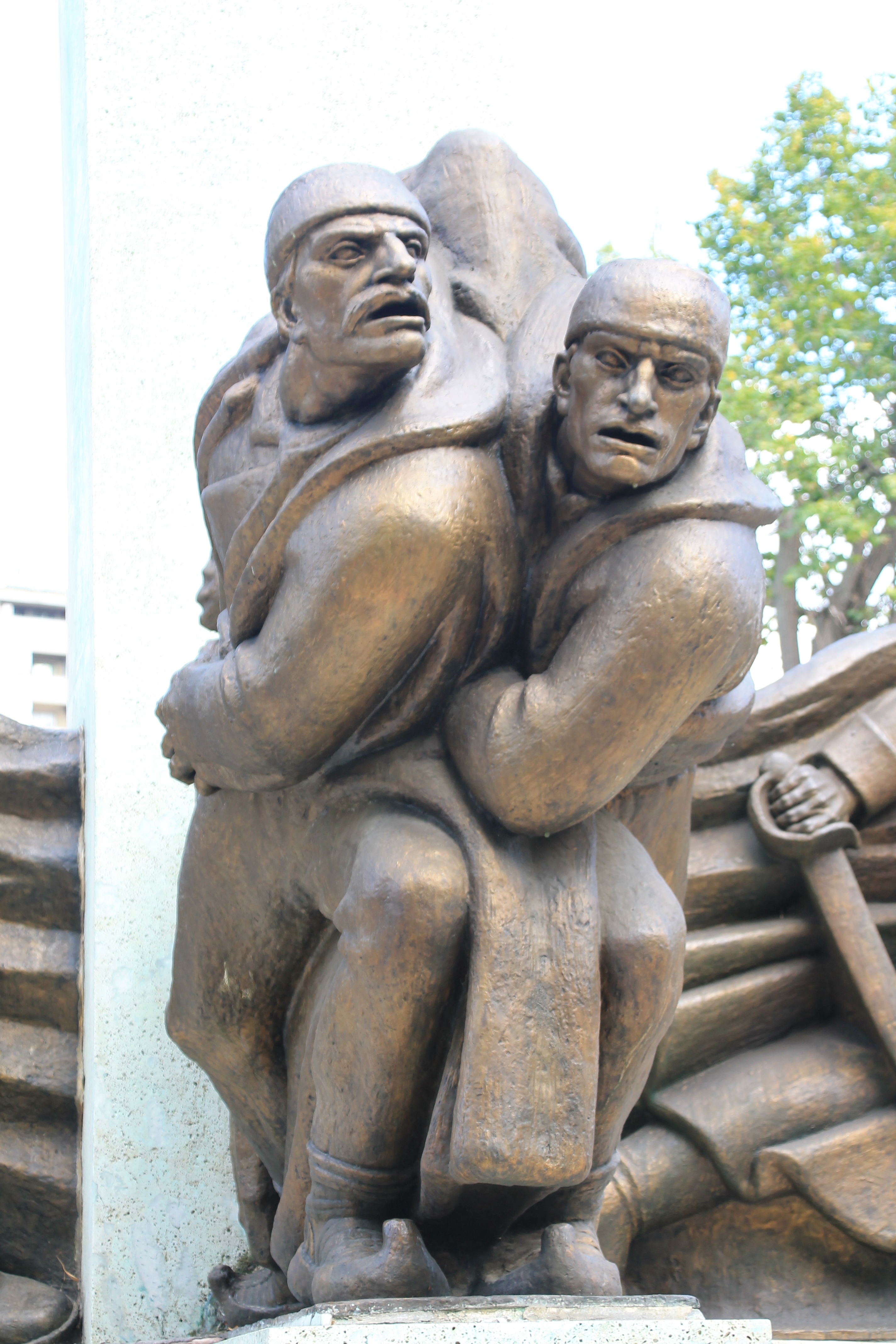
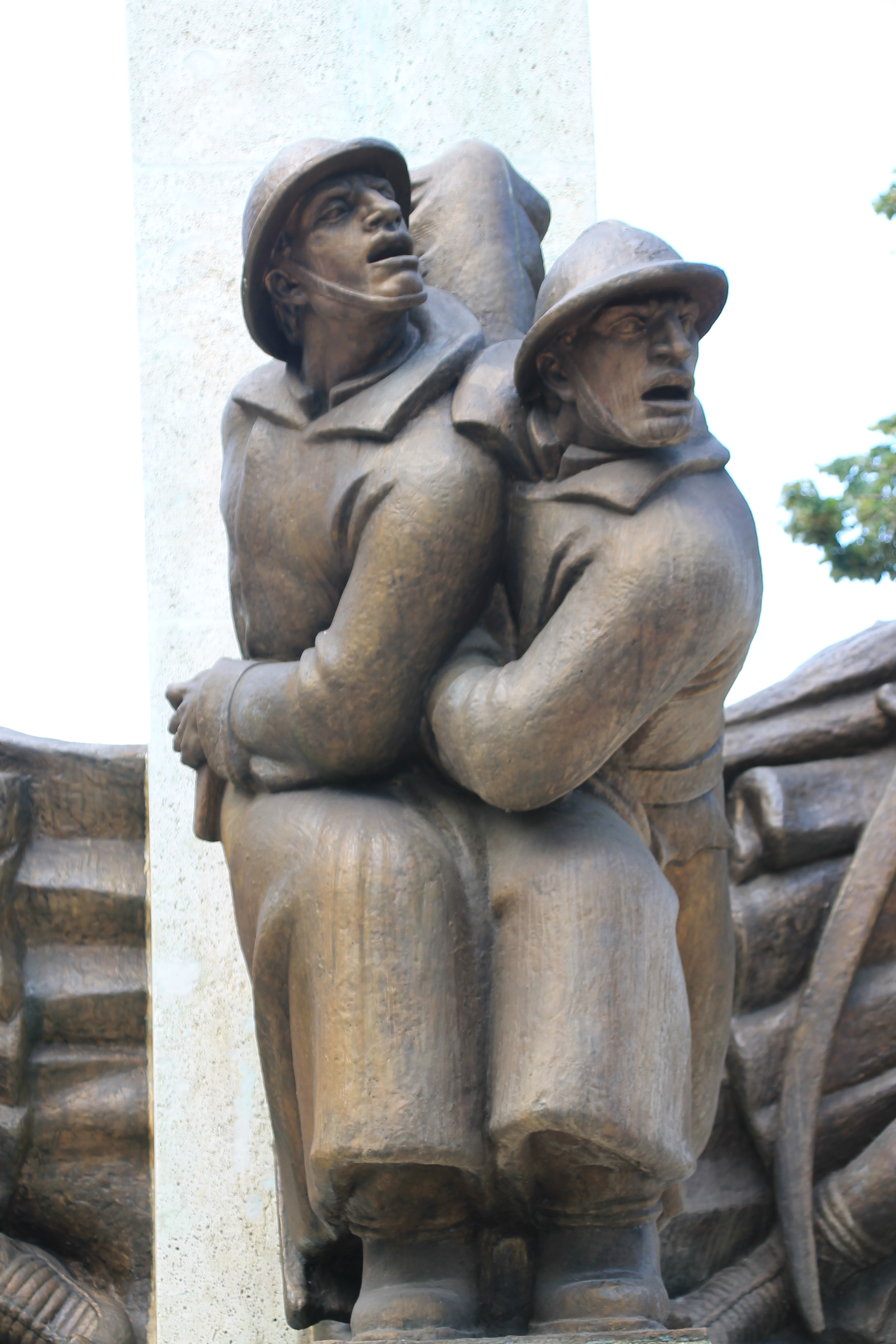